# Igor Grabucea
Igor Grabucea est un haltérophile moldave né le 29 avril 1976. Il remporte quatre médailles aux Championnats d'Europe dont une en bronze en 2009. Il est nommé sportif moldave de l'année en 2009.